# سفارت ژاپن در دوبلین
سفارت ژاپن در دوبلین (به لاتین: Embassy of Japan) یک سفارت در جمهوری ایرلند است که در دوبلین واقع شده‌است.